# مهرجان الراي وجدة
مهرجان الراي وجدة أو المهرجان الدولي للراي هو حدث سنوي يقام منذ عام 2007 في مدينة وجدة المغربية تحت مسؤولية "جمعية وجدة للفنون". يشارك في المهرجان العديد من فناني موسيقى الراي وعدة أنماط موسيقية وطنية وعالمية مختلفة، وغالبًا ما يقام في الصيف بين شهر يوليو وأغسطس لمدة خمسة أيام. ويستقطب المهرجان حوالي نصف مليون متابع سنويا. وبسبب جائحة فيروس كورونا جرى إلغاء المهرجان لثلاث نسخ متتالية.

## الدورات

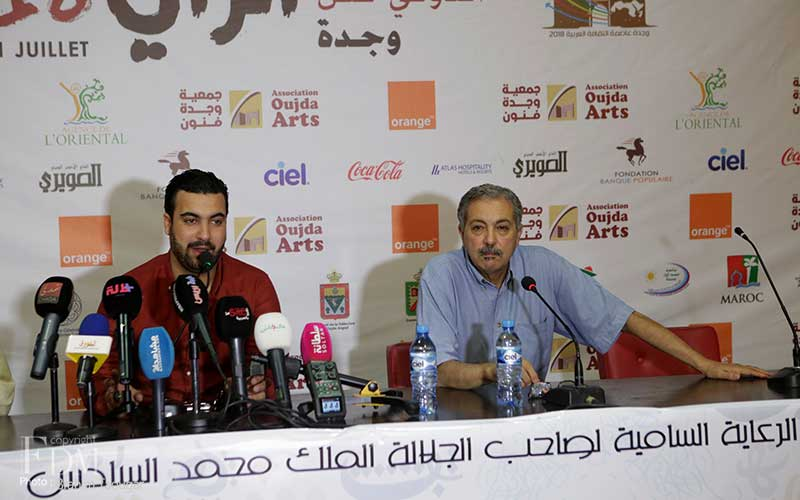
ندوة صحفية لناصر مقري سنة 2018 في مهرجان الراي وجدة.

### الدورة الأولى
بدأت النسخة الأولى من المهرجان من 19 إلى 22 يوليو 2007، وضمت مجموعة من الفنانين أبرزهم :
- الشاب خالد
- الشاب بلال
- محمد لمين
- أمين مندر
- فرقة 113
- الشابة الزهوانية
- رضا الطلياني

### الدورة الثانية
كانت النسخة الثانية التي امتدت ما بين من 22 إلى 26 يوليو 2008 عبارة عن مزيج من الأنواع الموسيقية: من الراي والراب إلى آر أند بي وتكنو بمشاركة نخبة من النجوم :
- دافيد فونديتا
- زاهو
- فرقة 113
- بوبا
- سينيك
- الشاب خالد
- الشاب بلال
- محمد لمين
- أمين مندر
- الشابة الزهوانية
- موري كانتي
- الشابة ماريا

### الدورة الحادية عشر
بدأت النسخة ال11 من 15 إلى 22 يوليو 2017 وضمت نخبة من الفنانين أبرزهم:
- فرقة أش كاين
- الشاب فضيل
- كادير الجابوني
- رياض العمر
- حميد القصرى

## مقالات ذات صلة
- قائمة المهرجانات والمواسم الفنية في المغرب